# 131년

## 연호
- 후한(後漢) 영건(永建) 6년

## 기년
- 후한(後漢) 순제(順帝) 6년
- 신라(新羅) 지마 이사금(祗摩泥師今) 20년
- 고구려(高句麗) 태조대왕(太祖大王) 79년
- 백제(百濟) 개루왕(蓋婁王) 4년